# 617 (szám)
A 617 (római számmal: DCXVII) egy természetes szám, prímszám.

## A szám a matematikában
A tízes számrendszerbeli 617-es a kettes számrendszerben 1001101001, a nyolcas számrendszerben 1151, a tizenhatos számrendszerben 269 alakban írható fel.
A 617 páratlan szám, prímszám. Normálalakban a 6,17 · 102 szorzattal írható fel.
A 617 négyzete 380 689, köbe 234 885 113, négyzetgyöke 24,83948, köbgyöke 8,51324, reciproka 0,0016207. A 617 egység sugarú kör kerülete 3876,72533 egység, területe 1 195 969,766 területegység; a 617 egység sugarú gömb térfogata 983 884 460,6 térfogategység.
A 617 helyen az Euler-függvény helyettesítési értéke 616, a Möbius-függvényé −1.